# 김성범 (1899년)
김성범(金成範, 1899년 2월 2일 ~ 1930년 3월 17일)은 대한제국의 독립운동가이다.

## 생애

### 출생과 성장
그는 대한제국 평안북도 초산에서 향리 유자(鄕里 儒者)였던 효휘 김순욱(曉徽 金純旭, 1878년 6월 13일 ~ 1898년 11월 16일) 先生의 슬하 1남 1녀 중 막내이자 유복자로 출생하여 지난날 한때 평안북도 의주에서 잠시 유아기를 보낸 적이 있으며 평안남도 평원에서 성장하였다.

### 청년 시절
1919년 3·1 대한 독립 만세 운동 이후 1920년 2월, 천마별영(天摩別營)에서 활동하였다. 이후 7개월이 지난 1920년 9월 무렵, 중화민국 둥베이 지방 펑톈 성 단둥 부 콴뎬 현(寬甸縣)의 안자구(安子溝)라는 촌락에서는 대한민국 임시정부 산하의 광복군 총영(光復軍 總營)이 결성되었는데 이 단체는 상하이 주재 대한 임정에 파견되었던 이탁(李鐸)이 대한청년단연합회(大韓靑年團聯合會) 예하 간부들과 협의하여 대한민국 임시정부 예하 독립군영 부대로도 보다 더더욱이 효율적으로 활동할 수 있는 전투군단을 육성할 목적 관련 하에 대한청년단연합회와 대한독립단(大韓獨立團) 및 한족회(韓族會)를 통합하여 편성한 것이다. 대한광복군총영 수석참모총사령관(大韓光復軍總營 首席參謀總司令官)에는 대한독립단 출신의 조맹선(趙孟善)을 선임하고, 참모장(參謀長)에 이탁, 경리부 부장(經理部 部長)에 조병준(趙秉準), 본영 총대장(本營 總隊長)에 오동진(吳東振)이 취임하고, 모든 영원(營員)을 비롯한 부대원(部隊員)은 대한민국 임시정부 예하 군인 신분으로 활동하였다. 대한민국 임시정부 예하 대한독립단 산하 광복군 총영의 조직은 총사령부의 본부인 총영 이외에도 국내외 각 도와 군에 도영(道營)·군영(郡營), 혹은 별영(別營)을 두도록 하였는데 별영은 천마별영과 벽파별영(碧波別營)이 대표적인 조직이었는데 본래 천마별영에 2년간을 복무하던 김성범은 1922년 벽파별영(碧波別營)에 옮겨 활동하다가 1년 후 1923년 천마별영에 재복귀 가입을 하여 복무 활동하였다.
그가 주로 복무한 천마별영은 원래 최시흥(崔時興)에 의하여 1920년 2월 구한국군인 출신들을 주축으로 평안북도 의주군(義州郡) 고령삭면(古寧朔面) 천마산에서 조직되었고 김성범 그도 천마별영에서 원년 구성원으로 복무 활동하였다. 주요 인물로는 사령장 최시흥, 부관 최지풍(崔志豊), 참모 박응백(朴應伯)·박영찬(朴泳燦)·최윤희(崔允熙), 경리 김세진(金世鎭), 중대장 최의집(崔義楫), 소대장 김상옥(金尙玉)·김용택(金龍澤) 등이었다. 활동 관련 근거지는 평안북도 삭주(朔州)·의주·구성(龜城)·창성(昌城) 등지였으며, 주로 금광 채굴 관련 광산 구역 등지를 배경으로 군자금 모금 활동을 전개하고 있었다. 이 시기에 김성범은 천마단 사령부 오장(伍長)으로서 결사대를 이끌고 무려 46회나 국경을 넘나들며, 초산(楚山)·창성(昌城)·벽동(碧潼)·강계(江界)·희천(熙川)·태천(泰川) 등지에서 군자금 모집, 친일파 처단, 면사무소 습격 등의 활동을 20여 회나 전개하였다.

### 만년
이렇게 그는 대한독립군 전투 전개를 활성시하던 중 1926년 8월 11일을 기하여 평안남도 평양을 떠나 1926년 8월 22일 평안북도 영변군(寧邊郡) 소림면(小林面) 추동(秋洞) 산속에 잠복하여 있다가 평안북도 영변 경찰에 체포되었다. 김성범은 평양 복심법원에서 사형을 받고, 수십여일간 단식을 하며 투쟁하다가 1930년 3월 17일, 평양형무소에서 사형이 집행되어 순국하였다.

## 사후
그의 사후 대한민국 정부에서는 고인의 공훈을 기리고자 1995년 3월 1일을 기하여 대한민국 건국훈장 독립장을 추서하였다.